# Synemon catocaloides
Synemon catocaloides is een vlinder uit de familie Castniidae. De soort komt voor in het Australaziatisch gebied.
De wetenschappelijke naam van de soort werd in 1865 gepubliceerd door Francis Walker.